# Manipul (oděv)

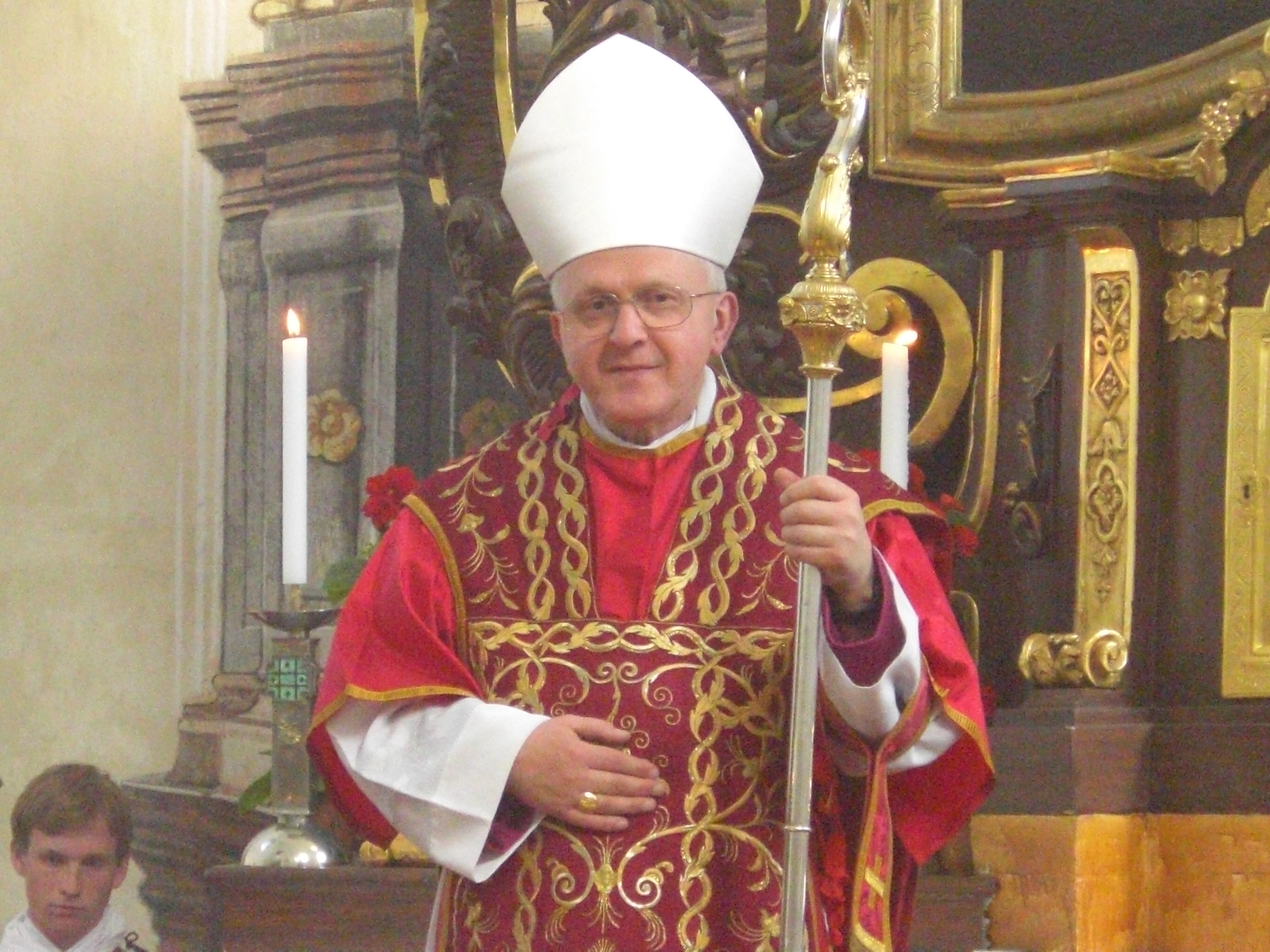
Biskup Jan Baxant v pontifikálním liturgickém oděvu s manipulem

Manipul (zastarale pažlát) je součást liturgického oděvu kněze používaná při slavení mše v Římskokatolické církvi a příležitostně i anglikánskými a luteránskými kněžími. Má podobu roušky v příslušné liturgické barvě a se zdobením ladícím se zbytkem liturgického oděvu, kterou si kněz během mše navléká na levou ruku.

## Užití
Při mši Pavla VI. (forma ordinaria) se již prakticky neužívá, neboť podle čl. 25 instrukce Tres abhinc annos z roku 1967 se pro ni nevyžaduje, běžně se s ním ale lze setkat při slavení tradiční liturgie, jako je např. tridentská mše (forma extraordinaria), či starobylé rity (karmelitánský, dominikánský).
Manipul s hermelínovám lemem je také součástí českých korunovačních klenotů.

## Galerie

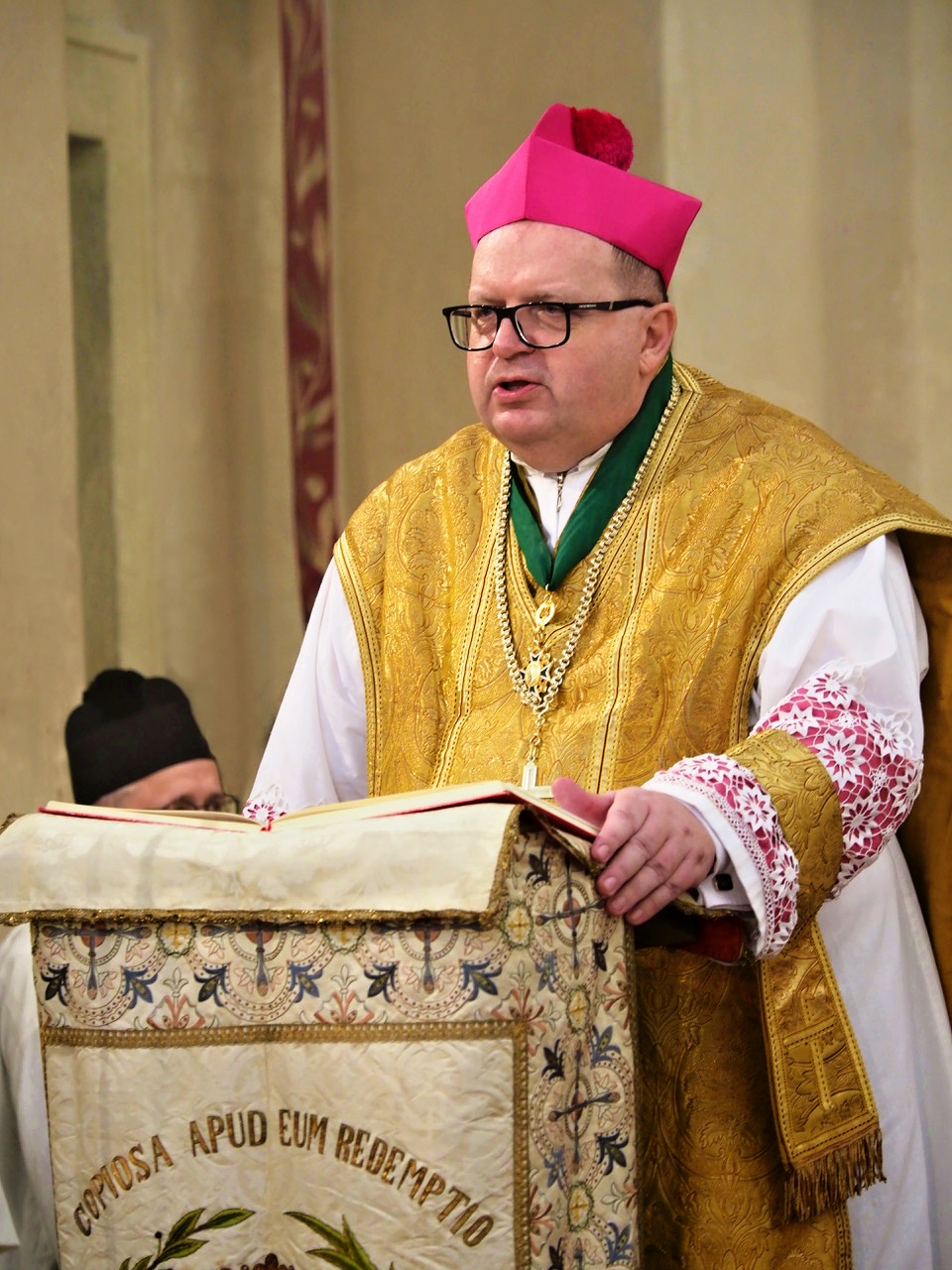
Kanovník Jiří Hladík s manipulem a biretem během bohoslužby
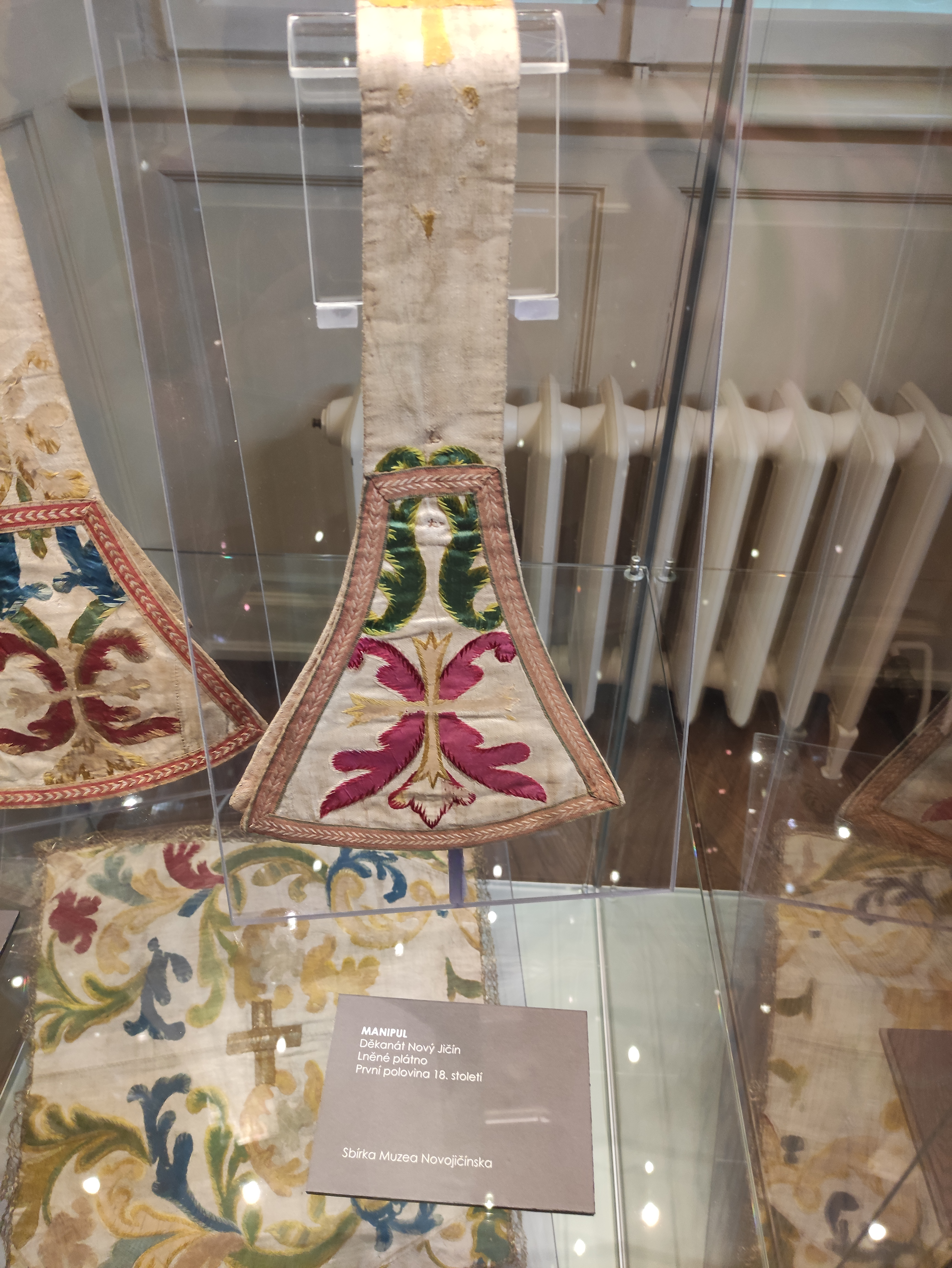
Bílý manipul
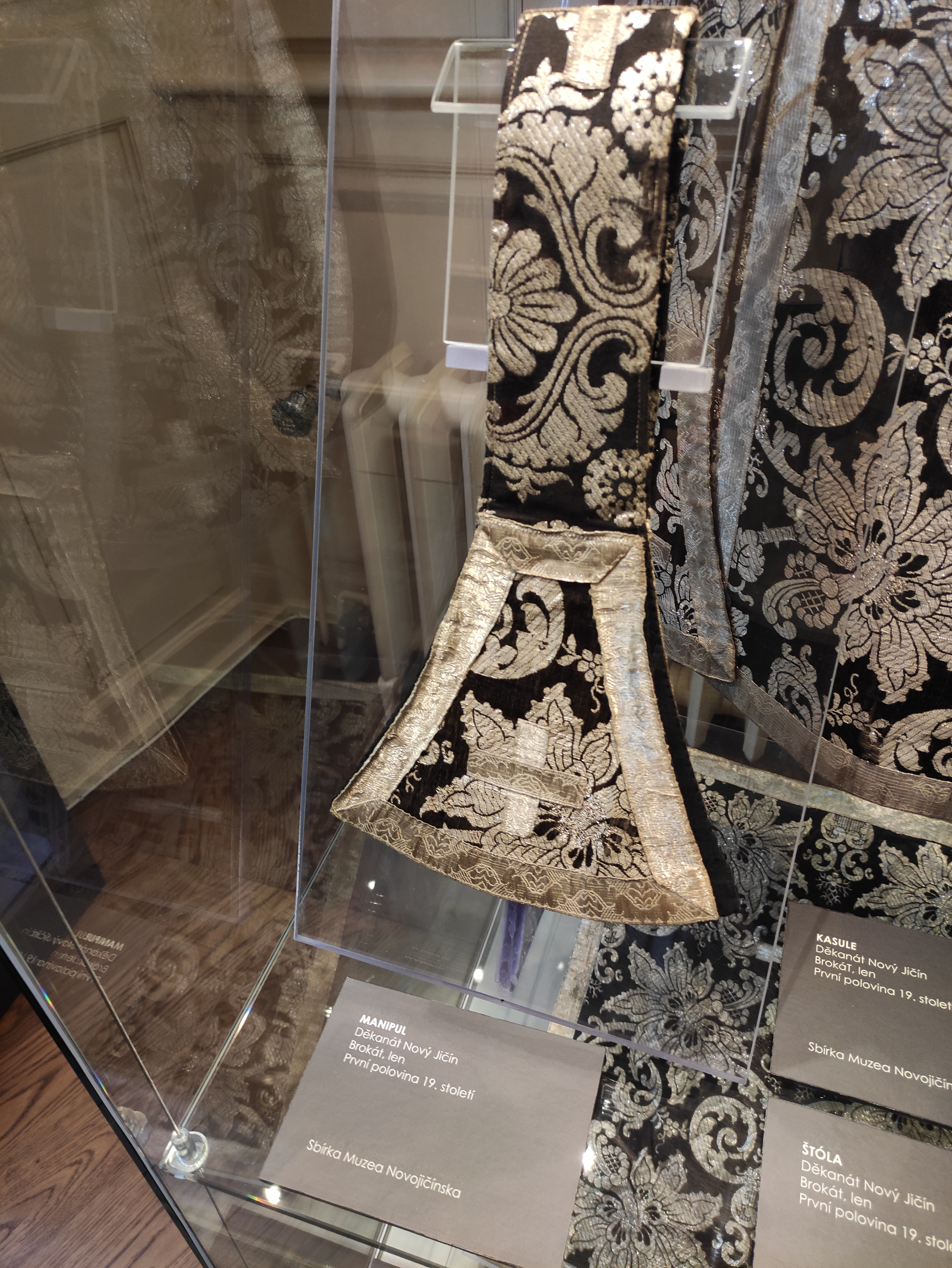
Černý manipul
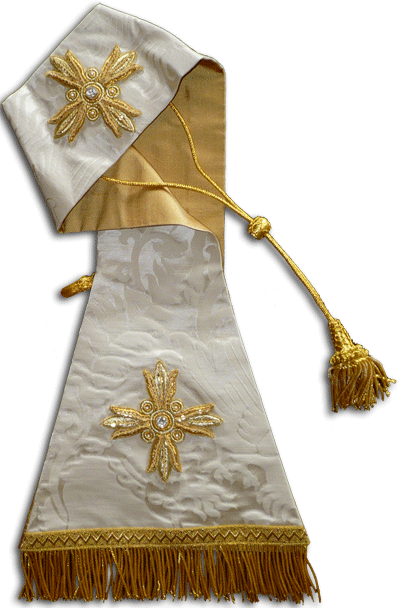
Manipul v bílé barvě